# Сборка (техника)
Сборка — образование соединений составных частей изделия. Технологический процесс сборки заключается в последовательном соединении и фиксации всех деталей, составляющих ту или иную сборочную единицу в целях получения изделия, отвечающего установленным на него техническим требованиям. Кроме этого, в процессе сборки осуществляется контроль требуемой точности взаимного положения деталей.

## Методы сборки
При выполнении сборки часто необходимо с определённой точностью обеспечить зазор или натяг между соединяемыми деталями с учётом допусков при их изготовлении и обработке. Для этого используют следующие методы сборки:
- Метод полной взаимозаменяемости
- Метод группового подбора
- Метод неполной взаимозаменяемости
- Метод компенсации
- Метод подгонки